# Khajnimakhi
Khajnimakhi (en rus: Хажнимахи) és un poble de la república del Daguestan, a Rússia. Segons el cens del 2010 tenia 143 habitants.